# Clonas-sur-Varèze
Clonas-sur-Varèze – miejscowość i gmina we Francji, w regionie Owernia-Rodan-Alpy, w departamencie Isère.
Według danych na rok 1990 gminę zamieszkiwało 1056 osób, a gęstość zaludnienia wynosiła 155 osób/km² (wśród 2880 gmin regionu Rodan-Alpy Clonas-sur-Varèze plasuje się na 750. miejscu pod względem liczby ludności, natomiast pod względem powierzchni na miejscu 1372.).